# 日比谷ダイビル
日比谷ダイビル（ひびやダイビル）は日本の東京都千代田区内幸町一丁目にある建築物である。ここでは、かつてそこにあった第1号館ならびに第2号館についても記す。

## 沿革
高層棟建設工事である第1期工事は、旧・日比谷ダイビル第1号館跡地において1987年（昭和62年）10月20日起工され、1989年（平成元年）10月4日に竣工した。旧・日比谷ダイビル第2号館を取り壊し、公開空地として造成する第2期工事は1991年（平成3年）11月29日に竣工した。

## 建築概要
設計は日建設計。83.40メートルの軒高がある。
公開空地や壁面などには旧建物の遺構がちりばめられており、一例として第1号館の7階壁面に取り付けられていた「お面」のテラコッタ125個のうち53個が飾られている。第1号館の壁面に取り付けられていた「女神像」と「勇士像」については第2号館跡の公開空地に飾られている。また21階には吹き抜けの中庭が設けられており、旧・日比谷ダイビル第1号館の動物や玄関口のアーチ、14個の「お面」（鬼面）などの遺構がおかれている。

## 旧・日比谷ダイビル

### 建築概要
第1号館はネオロマネスク様式で、7階壁面には「お面」のテラコッタが125個（鬼面104個、獣面21個）取り付けられていたほか、壁面には大国貞蔵作の「女神像」及び「勇士像」の青銅像が飾られていた。一方第1号館に隣接して建てられた第2号館はネオゴシック様式であった。
第1号館・第2号館共にコアシステムの合理的な間取りで設計された。日本で初めてコアシステムを採用したのは、この第1号館であったとされる。第1号館・第2号館の間は1階の渡り廊下及び地下1階で接続されていた。

### 入居者
第1号館・第2号館共主に大阪商船関係の会社が入居した。地下1階で営業していたテナント「レインボーグリル」は1944年（昭和19年）3月に廃業するまで本建物に入居していた文藝春秋社の関係者などに親しまれていたという。また、二・二六事件の際には大阪ビルヂング東京支店の事務所に3日間鎮定部隊宿営幕僚本部がおかれたこともあった。このほかソビエト通商部が入居したこともあった。

### 沿革

#### 建設の経緯
大阪ビルヂング（後に大阪建物と改称、現・ダイビル）では「東京分館」の建設用地として1925年（大正14年）10月26日に三菱合資会社地所部から東京市麹町区内幸町一丁目3番地（当時）の土地を取得。同地において1926年（大正15年）3月10日起工され、1927年（昭和2年）7月31日に竣工した。
また、同社は1926年（大正15年）3月13日、三菱合資会社地所部から第1号館に隣接した土地を取得。その地において第2号館を建設することを決定し、1929年（昭和4年）9月12日に地鎮祭が執行、同月14日に起工され、1931年（昭和6年）4月25日に竣工した。

#### 接収と返還
終戦後の1946年（昭和21年）6月12日、本建物に入居していた米軍関係の入居者は大阪建物に第1号館、第2号館ともに接収の予定である旨報告する。これを受けた同社は米国の報道機関に室を提供したり、連合国軍最高司令官総司令部宛に嘆願書を提出するなどしたものの、同月21日、同月26日正午までを期限とする接収が通告され、期限は交渉によって同月30日までの明け渡しに延期されるも、結局住友銀行と高木写真場を残し占領軍が接収するに至った。
接収中、第1号館は錢高組、第2号館は島藤組（現：戸田建設）の施工により宿舎として改造された上、女子軍人・女子軍属専用の米軍司令部宿舎「ホテル大阪」 (HOTEL OSAKA) として使用された。
接収から時を経て、東京ビルヂング協会から接収解除要望を受けた東京調達局が1955年（昭和30年）5月2日付で同協会に提出した回答書において、他建物の接収解除の予定時期が明示的に記されている中、本建物だけは「目下の処不明」と記されており、これを不服とした同社は昭和30年（1955年）度の「賃貸」契約への調印を拒否した。さらに同社は同年8月30日付で東京調達局局長宛に「FAC三五七六土地建物等賃貸借契約に対する解約申入書」と題した接収解除を要望する旨の申し入れ書を提出するも、これは聞き入れられなかったので、これに対する対抗措置として同社は同年12月1日以降の賃料の受け取りを拒否した。
1956年（昭和31年）7月、同社は日本国を相手に本建物の接収解除並びに損害賠償を要求する訴訟を提起。1957年（昭和32年）12月、1955年（昭和30年）12月から1957年（昭和32年）1月までの賃料を国が増額して支払うことを条件に示談が成立した。そして1958年（昭和33年）10月31日付で同年12月1日に接収解除する旨大阪建物に正式通知され、接収解除返還式が行われた。
返還後、同社は接収中宿舎として改造された本建物を再び貸事務所として復旧する工事を大林組に発注し、工事費5億245万7359円、約6ヶ月の工期を費やしたこの工事は1959年（昭和34年）5月28日に竣工した。1961年（昭和36年）7月7日に同社はこの現状復旧費用並びに工事中の損失について3億5980万円の支払いを求める訴訟を再び国相手に提起し、1974年（昭和49年）5月20日に国が2億1706万7000円を支払うことで和解した。

#### 再開発
同社は1980年代になり建て替えを決定したので、第1号館は1986年（昭和61年）10月31日取り壊された。第2号館も新建物完成後の1990年（平成2年）3月29日に取り壊された。
なお、この第2号館の取り壊しについて、ダイビル発行の『ダイビル七十五年史』によれば、東京都庁と大阪建物の間で歴史的建造物として第2号館を保存する案が持ち上がり、同社は一時解体工事を中断した上、第2号館の保存を申し入れたが、同社の要望は容積率などの問題で受け入れられなかったため、同社は第2号館の保存を白紙撤回し、半年遅れで当初の予定通り第2号館を解体撤去・公開空地として造成する工事を着工することになったと記されている。

## 年表
- 1923年（大正12年）10月9日 - 株式会社大阪ビルヂング設立
- 1925年（大正14年）9月17日 - 大阪・中之島に「大阪ビルヂング」（ダイビル本館、現存せず）竣工
- 1926年（大正15年）3月10日 - 東京・内幸町に「大阪ビルヂング」第1号館着工
- 1927年（昭和2年）7月31日 - 第1号館竣工
- 1929年（昭和4年）9月14日 - 第1号館に隣接して「大阪ビルヂング」第2号館着工
- 1931年（昭和6年）4月25日 - 第2号館竣工
- 1945年（昭和20年）10月22日 - 株式会社大阪ビルヂングは大阪建物株式会社に改称
- 1946年（昭和21年）6月30日 - 第1号館・第2号館接収
- 1958年（昭和33年）12月1日 - 第1号館・第2号館接収解除
- 1967年（昭和42年）7月1日 - 東京・内幸町の「大阪ビルヂング」は「大阪ビルヂング（日比谷）」に改称
- 1984年（昭和59年）1月1日 - 「大阪ビルヂング（日比谷）」は「日比谷大阪ビルヂング」に改称
- 1986年（昭和61年）10月31日 - 第1号館解体工事着工
- 1987年（昭和62年）10月20日 - 「日比谷ダイビル」高層棟着工
- 1989年（昭和64年）1月1日 - 「日比谷大阪ビルヂング」は「日比谷ダイビル」に改称
- 1989年（平成元年）10月4日 - 高層棟竣工
- 1990年（平成2年）3月29日 - 第2号館解体工事着工
- 1991年（平成3年）11月29日 - 第2号館解体・公開空地造成工事竣工
- 1992年（平成4年）1月1日 - 大阪建物株式会社はダイビル株式会社に改称

## その他
- 株式会社LIXILが運営する文化施設 INAXライブミュージアム （愛知県常滑市）内の「窯のある広場・資料館」には、もともと旧・日比谷ダイビル第1号館の2体の鬼面が展示してあったが、ダイビルは公開空地においていたものとは別に倉庫で保管していた8個の「お面」（鬼面）を1997年（平成9年）3月に同資料館に寄贈した[13]。現在は、同施設の「テラコッタパーク」内に展示。
- 1993年にはテレビドラマ『誰にも言えない』（TBS）のロケが当ビルで行われ、山田愛子（野際陽子）が経営する山田書房の本社ビルとしてドラマ内で登場している[14]。